# 呑辺犬助
呑辺 犬助（のんべ けんすけ）又は（どんへんいぬじょ）は1972年生まれの漫画家、イラストレータ。

## 経歴
明確なプロフィールは公表されていないが1990年代前半頃から漫画家として活動していた事が自身のブログで語られている。絵心のあるギャグセンスと自身の人生観を描いたシリアスを得意とし、これまでに発表された漫画やイラストは古風ながらも現実世界を獣人で風刺した作品が多い。しかし、1990年代後半になると成人向け漫画家として活動することが多くなり、それまでに描いていた獣人要素は薄くなる。
その後、テイルコンチェルトに感銘を受け2002年頃にサイバーコネクトツーに入社し、同社の背景デザインや販促用のスピンオフ漫画を手がける。1990年代頃に描いていた獣人要素が復活し、自身の画風もライトでサッパリとした画風に変化していく。

## G-Men掲載作
- 父帰る
- 蠢く蓋
- ウマシカ
- 糸
- にんげんけだもの
- 告白

## さぶ掲載作
- タクちゃん

## ゲームソフト
- .hack//G.U（背景デザイン）
- Solatorobo それからCODAへ（背景デザイン、世界観設定）
- ASURA'S WRATH（背景デザイン、世界観設定）